# Lykke May Andersen

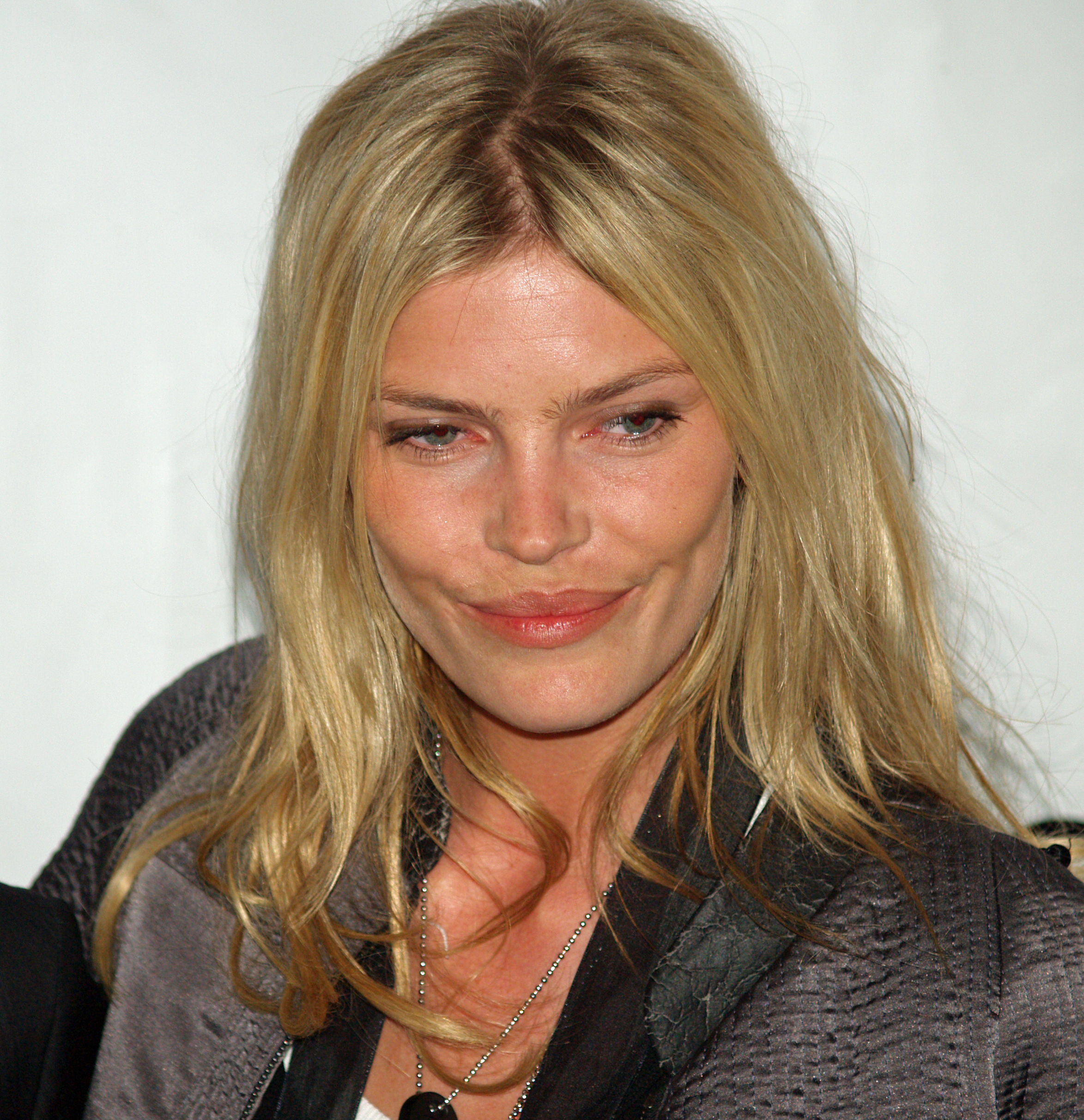
May Andersen

Lykke May Andersen (* 16. Juni 1982 in Kopenhagen) ist ein dänisches Model und Mannequin. Bekannt wurde Andersen vor allem durch ihre Zusammenarbeit mit Victoria’s Secret und ihr Erscheinen in Sports Illustrated Swimsuits Issue. Obwohl sie wegen Randalierens in einem Flugzeug in Miami verhaftet worden war, repräsentiert sie offiziell das dänische Tourismusprogramm. Ihre Agentur Elite Model Management versuchte, sich und Andersen von dem Skandal zu distanzieren, indem sie den Namen, unter welchem Andersen gelistet ist, in Lykke May änderte.

## Leben
Andersen wollte als Kind Sängerin werden, fiel aber im Alter von dreizehn Jahren in Kopenhagen einem Fotografen auf, der sie und ihre Eltern von guten Chancen als Fotomodell überzeugte, trotz ihres geringen Alters. Im Alter von achtzehn Jahren siedelte sie nach New York City über. Andersen wirkte regelmäßig in Modeschauen der Haute Couture renommierter Modehäuser mit, unter anderem bei Valentino (Herbst/Winter 1998 bis Frühling/Sommer 2005), Christian Dior und Chanel, sowie in Prêt-à-porter-Modeschauen von Yves Saint Laurent, Nino Cerruti, Louis Vuitton, Trussardi oder Vivienne Westwood. Außerdem war sie auf dem Titelbild verschiedener Modezeitschriften zu sehen, etwa Elle, Vogue, Marie Claire und Cosmopolitan.
Im Jahre 2000 wurde das Fahrzeug, in dem sie auf der Avenue of the Americas unterwegs war, von einem Lastwagen der Müllabfuhr gerammt und Andersen brach sich das Schlüsselbein sowie das Handgelenk und erlitt Verletzungen im Bereich des Unterleibes. Sie erhielt später eine Schadensersatzzahlung durch die Stadtverwaltung.
Weil sie auch für Modeschauen posiert, in denen Felle gezeigt werden, wurde sie von Tierschutzaktivisten angegriffen. Der bekannteste Fall ereignete sich im Jahre 2003, als ihr während der Fashion Week in Paris zusammen mit ihrer Kollegin Devon Aoki Tränengas ins Gesicht gesprüht wurde.
Am 20. April 2006 wurde sie in Miami, Florida verhaftet, weil sie auf dem Flug von Amsterdam nach Miami einen Flugbegleiter geschlagen haben soll. Nach Angaben der Flughafenpolizei fuhr sie auch nach ihrer Verhaftung fort, sich laut und ungebührlich zu benehmen. Nach der Durchführung eines Alkohol- und Drogentests wurde sie in das Gefängnis Turner Guilford Knight Correctional Facility des Miami-Dade County gebracht. Am 24. April wurde sie durch U.S. Customs and Border Protection in die Niederlande deportiert. Ihr wurden Aufruhr, Widerstand gegen die Verhaftung und widerrechtliche Intoxikation vorgeworfen. Im dänischen Fernsehen verteidigte sie sich, sie habe möglicherweise unabsichtlich im Schlaf den Flugbegleiter gestoßen, als er ihren Sitz richten wollte. Als sie ein zweites Mal geweckt wurde, durch einen Polizisten, habe sie wohl heftig reagiert, weil sie von ihrer Freundin getrennt und schläfrig gewesen sei sowie die ihr gemachten Vorwürfe nicht verstanden habe. Am 25. Juli wurde das Verfahren gegen sie fallengelassen, nachdem sie sich bereit erklärte, an einem Kurs über Aggressionsmanagement teilzunehmen.
Andersen inspirierte die amerikanische Fernsehserie Six Degrees in einer am 21. September 2006 erstmals von ABC ausgestrahlten Folge zu einer Szene, in der eine fiktive Person namens Mae Anderson (die von der dänischstämmigen Erika Christensen gespielt wurde) nach einer lebhaften Nacht mit Bekannten ein Müllfahrzeug besteigt und auf der Fahrt über die Fifth Avenue ihre Oberbekleidung ablegt, woraufhin sie verhaftet wird. Die Szene spielt damit sowohl auf May Andersens Unfall als auch ihre Verhaftung an.
Im Mai 2012 war sie auf dem Cover des US-Playboy.
2013 wurde Andersen Mutter eines Sohnes. Der Vater ist der Künstler Julian Schnabel.
In Susanne Biers Spielfilm Zweite Chance spielte sie 2014 eine wichtige Nebenrolle.